# Święto Powstania Republiki Czeskiej
Święto Powstania Republiki Czeskiej – święto państwowe obchodzone 1 stycznia, ustanowiono na pamiątkę rozpadu Czechosłowacji 1 stycznia 1993 roku i powstanie Republiki Czeskiej.
Z kolei 28 października obchodzone jest Święto Republiki Czechosłowackiej upamiętniające dzień założenia niepodległego państwa Czechów i Słowaków w 1918 roku. Jest to największe czeskie święto państwowe.